# Красношадимське сільське поселення
Красношади́мське сільське поселення (рос. Красношадымское сельское поселение) — муніципальне утворення у складі Ковилкінського району Мордовії, Росія. Адміністративний центр — село Красний Шадим.

## Історія
Станом на 2002 рік існували Алькінська сільська рада (село Алькіно, селище Красна Поляна), Красношадимська сільська рада (село Красний Шадим, селище Тютьково) та Янгужинсько-Майданська сільська рада (село Янгужинський Майдан, селище Первомайський).
20 травня 2008 року до складу сільського поселення увійшли ліквідовані Алькінське сільське поселення (село Алькіно, селище Красна Поляна) та Янгужинсько-Майданське сільське поселення (село Янгужинський Майдан, селище Первомайський).

## Населення
Населення — 507 осіб (2019, 766 у 2010, 998 у 2002).

## Склад
До складу поселення входять такі населені пункти:
| Населений пункт           | Населення, осіб (2002) | Населення, осіб (2010) |
| ------------------------- | ---------------------- | ---------------------- |
| Алькіно, село             | 316                    | 286                    |
| Красна Поляна, селище     | 7                      | 0                      |
| Красний Шадим, село       | 404                    | 288                    |
| Первомайський, селище     | 26                     | 12                     |
| Тютьково, селище          | 25                     | 10                     |
| Янгужинський Майдан, село | 220                    | 170                    |